# Marvin Brooks
Marvin Brooks là một cầu thủ bóng đá người Anh, thi đấu cho Poole Town.

## Sự nghiệp
Brooks gia nhập Poole Town vào tháng 4 năm 2011 và thi đấu để giành suất ở đội chính. Anh là vua phá lưới của câu lạc bộ ở mùa giải 2015/2016 với 17 bàn thắng.